# Прогресс (Воронежская область)
Прогресс — посёлок в Аннинском районе Воронежской области России.
Входит в состав Рубашевского сельского поселения.

## Население
| 2000 | 2005 | 2010 |
| ---- | ---- | ---- |
| 140  | ↗141 | ↘125 |

## География

### Улицы
- ул. Дорожная,
- ул. Лесная.